# 青森松竹アムゼ
青森松竹アムゼ（あおもりしょうちくアムゼ）は、青森県青森市にあるショッピングセンターであるサンロード青森の隣接地にある映画館。
当館の前身である青森松竹会館（あおもりしょうちくかいかん、現「BLACK BOXビル」）についても述べる。

## 年表
- 1938年（昭和13年）8月：青森市寺町（現在の同市本町一丁目辺り）に青森松竹劇場として開業[2]。
- 時期不明：青森市堤町に青森松竹館として移転[2]。
- 1960年代頃：弘前市に本社を置く明治屋グループに譲渡され、青森松竹会館となる[1]も、程なくして現在の運営会社である有限会社シネマセンターに経営が譲られる[1]。
- 1997年（平成9年）3月：サンロード青森地下1階に青森松竹アムゼ開業[1]。
- 1998年（平成10年）7月：松竹アムゼが3スクリーン体制となる[1]。
- 2003年（平成15年）1月26日：青森松竹会館を閉鎖する[1]。
- 2013年（平成25年）5月24日：青森松竹会館跡地にBLACK BOXビルがグランドオープン。

## 沿革
1997年3月、サンロード青森アムゼの地下1階に「青森松竹アムゼ」としてオープン。当初は1スクリーンのみだったが、1998年7月に2スクリーン増設し現在に至る。
館名に松竹とあるように、主に松竹系の作品が上映されているが、2023年8月にシネマコンプレックス（シネコン）の「青森コロナシネマワールド」が閉館（2024年3月に「イオンシネマ新青森」が跡地に開業）し、シネマディクトがミニシアター系作品以外をあまり上映しないことから、東宝・東映系の作品、洋画の上映もしている。また、稀にミニシアター向きの邦画も上映している。横浜聡子監督（青森市出身）は自作上映の際にアムゼを訪れることがあり、2009年の『ウルトラミラクルラブストーリー』では松山ケンイチと共に舞台挨拶を行っている。
元々、市内中心部である青森市古川1丁目には青森松竹会館が存在し、映画館「青森松竹1・2」や味噌カレー牛乳ラーメンで知られる「味の札幌」などのテナントが入居していた。アムゼ開館後も松竹会館は営業を継続していたが、市内に登場したシネコンの影響などにより2003年1月26日に青森松竹は閉館を余儀なくされる。それ以降建物自体は残存したままだったが、2012年、同館と同じ古川1丁目にある宝石店『PADOU（パドゥ）』が取得。同年11月3日と11月4日にコスプレ撮影会イベントを行って以降、建物内の改装を行い、2013年5月24日にBLACK BOXビルとしてグランドオープンした。

## データ
| 館名                          | 所在地                                       | 観客定員数 |
| ----------------------------- | -------------------------------------------- | --- |
| 青森松竹アムゼ                | 青森市緑3丁目9-2 サンロード青森アムゼ地下1階 | スクリーン1：161 スクリーン2：108 スクリーン3：73                                                               |
| 青森松竹会館 （青森松竹1・2） | 青森市古川1丁目14-3 （現「BLACK BOXビル」）  | 230人（2階多目的イベントスペース、パイプイス設置時） 2019年のコロナ禍により一時休業                             |
| BLACK BOX                     | 青森市古川1-14-3                             | 再開準備を整え2023年4月に再始動 椅子 220席 スタンディング 600人まで （2階多目的イベントスペース） 1階は商業施設 |

## BLACK BOXビルのフロア構成
| フロア | 入居施設 |
| ------ | --- |
| 2階    | BLACK HALL（多目的イベントホール） |
| 1階    | マグワート トマト（ベジタブルショップ） wantsuca（Bar） ハイボール酒場 一代目（居酒屋） あおもりラジオくらぶ（コミュニティFM） 修理工房さとう（靴修理・合鍵） |